# 純真学園大学
純真学園大学（じゅんしんがくえんだいがく、英語: Junshin Gakuen University）は、福岡県福岡市南区筑紫丘一丁目1番1号に本部を置く日本の私立大学。2011年創立、2011年大学設置。

## 概要
学園創立者の福田昌子は医師で、優生保護法の成立に尽力した日本社会党代議士でもあり、これまで医療系の人材育成にも尽力してきたことにより、建学の精神である「気品・知性・奉仕」を備え、1学部4学科を構成し設置した。

## 沿革
- 1956年（昭和31年）2月1日 - 福田昌子、学校法人純真女子学園を設立
- 1957年（昭和32年）3月15日 - 法人名を学校法人福田学園に変更
- 2007年（平成19年）4月1日 - 法人名を学校法人純真学園に変更
- 2010年（平成22年）10月 - 文部科学省より純真学園大学の設置認可[1]
- 2011年（平成23年）4月1日 - 純真学園大学開学（保健医療学部看護学科、放射線技術科学科、検査科学科、医療工学科）
- 2017年（平成29年） - 純真学園大学大学院開設認可
- 2018年（平成30年） 4月1日 - 純真学園大学大学院を開設（保健医療学研究科看護学専攻修士課程、保健衛生学専攻修士課程）

## 教育・研究

### 学部
- 保健医療学部
  - 看護学科
  - 放射線技術科学科
  - 検査科学科
  - 医療工学科

### 大学院
- 保健医療学研究科
  - 看護学専攻
  - 保健衛生学専攻